# 彭巴
彭巴是位於莫桑比克北部彭巴灣沿岸的一座城市。
彭巴是莫三比克最北方，德尔加杜角省的首府，也是重要的渡假勝地，郊區的Pemba Beach Hotel，是莫三比克唯一一間五星級旅館。
外海的Quirimbas Archipelago，因位處印度洋西岸的航路上，有許多穆斯林及葡萄牙人的古蹟，也曾是販賣奴隸的港口。

## 人口
| 人口普查年份 | 人口    |
| ------------ | ------- |
| 1997         | 84,897  |
| 2007         | 138,716 |
| 2017         | 201,846 |

## 友好城市
- 葡萄牙阿威罗
- 意大利雷焦艾米利亚

1. ↑  . World Gazetteer.   [2008-06-18].[]